# Таблиця (бази даних)
В реляційних базах даних і плоских базах даних, таблиця це набір елементів даних (значень), які організовані з використанням моделі вертикальних стовпчиків (з різними іменами) і горизонтальних рядків. Таблиця має визначену кількість стовпчиків, в той час як кількість рядків може різнитися в різні моменти. Кожен рядок ідентифікується особливим набором колонок який називається потенційним ключем.
Неформально, в термінах реляційної моделі, таблиця це синонім для відношень. Але ці терміни не зовсім еквівалентні. Наприклад, SQL таблиця потенційно може містити однакові рядки, а відношення не може містити однакові кортежі. Також представлення таблиці має на увазі особливий порядок рядків і стовпчиків, тоді як відношення явно невпорядковане. Однак СКБД не гарантує особливий порядок наступності рядків якщо умова ORDER BY не вказана в інструкції SELECT.